# Marimuthu Chandrabose
Marimuthu Chandrabose (1940) és un botànic hindú.

## Algunes publicacions
- ambrose nathaniel Henry, marimuthu Chandrabose. 1980. An aid to the International Code of Botanical. Nomenclature. 98 pàg. Today & Tomorrow's Printers & Publishers

### Llibres
- marimuthu Chandrabose, n chandrasekharan Nair. 1988. Flora of Coimbatore. Ed. Bishan Singh Mahendra Pal Singh. 398 pàg. ISBN 81-211-0020-8